# Kim Yates
Pour les articles homonymes, voir Yates.
Kim Yates est une actrice américaine née le 6 juin 1969 à Elizabeth dans le New Jersey.

## Biographie
Kim Yates est spécialisée dans les films érotiques.

## Filmographie
- 1996 : Erotic Confessions: Volume 1 : Rosie
- 1996 Maui Heat : Carly
- 1997 Striking Resemblance : Emma
- 1997 The Price of Desire : Hazel
- 1997 Teach Me Tonight : Frankie
- 1997 Erotic Confessions: Volume 8 : Rosie
- 1997 Erotic Confessions: Volume 2 : Carol
- 1998 Intimate Nights : Rachel
- 1998 Dangerous Invitation : Kelli
- 1998 Erotic Confessions : Kari/Rosie/Karen/Carol
- 1998 Sex Files: Alien Erotica : Eve
- 1998 Beverly Hills Bordello : Janet/Linda
- 1999 Stripper Wives : Portia
- 1999 The Pleasure Zone: Volume 1 - Partners : Susan
- 1999 Timegate: Tales of the Saddle Tramps : Jenifer
- 1999 The Pleasure Zone : Susan
- 1999 Nightcap : Kim
- 2000 Loveblind : Sarah
- 2001 Hard As Nails : Kat
- 2001 La Loi des armes : Steven's Maid
- 2002 The Model Solution : Rebecca
- 2002 Secret Pleasures : Alex Dulany
- 2004 Tid til forandring : Steven's Maid
- 2005 Les Experts : Sam's Showgirl